# ProCredit Bank România
Procredit Bank România este o bancă din România, parte a grupului ProCredit Bank.
ProCredit Bank a intrat pe piața  din România în anul 2002 și reprezintă rezultatul unui parteneriat între mai multe instituții financiare, printre care Banca Europeană pentru Reconstrucție și Dezvoltare (BERD), International Finance Corporation (IFC) - și Commerzbank.
În mai 2007, grupul ProCredit opera în 19 țări pe trei continente.
ProCredit Holding este cel mai mare acționar al ProCredit Bank România, cu o deținere de 32,22%, în timp ce Commerzbank are o deținere de 21,02%.
BERD controlează 16,53% din acțiuni, KfW - 13,21%, IFC - 12,06%, Internationale Projekt Consult (IPC) - 4,96%.
ProCredit Bank România (fostă Miro Bank) și-a început activitatea în iulie 2002, ca bancă de finanțare pentru microintreprinderi, cabinete individuale, asociații familiale, firme mici și mijlocii, prin preluarea portofoliului de credite al Microenterprise Credit Romania.
Activitatea ProCredit Bank în România se desfășoară practic din 1999, de când s-a instalat prima instituție adresată micilor întreprinzători.
ProCredit Bank se concentrează asupra afacerilor foarte mici și intreprinderilor mici și mijlocii și nu promovează creditele de consum.
În mai 2009, banca avea 105.000 clienți activi.